# Olszyny (wieś w województwie pomorskim)
Olszyny – wieś w województwie pomorskim, w powiecie chojnickim, w gminie Czersk. Miejscowość wchodzi w skład sołectwa Rytel.
W latach 1975–1998 miejscowość administracyjnie należała do województwa bydgoskiego.